# Mario Paolillo
Mario Paolillo (1975) è un ex giocatore di calcio a 5 italiano.

## Carriera
Ha legato buona parte della propria carriera all'Afragola, con la cui maglia si è laureato capocannoniere della Serie A nella stagione 1997-98, senza tuttavia riuscire a evitare la retrocessione dei campani.

## Palmarès

### Individuale
- Capocannoniere della Serie A: 1
  - 1997-98 (45 gol)